# Stenopogon linsleyi
Stenopogon linsleyi là một loài ruồi trong họ Asilidae. Stenopogon linsleyi được Wilcox miêu tả năm 1971. Loài này phân bố ở vùng Tân Bắc giới.